# 1717 Broadway
El 1717 Broadway es un rascacielos de 230 metros y 67 plantas de uso hotelero, ubicado en Nueva York, Estados Unidos. El edificio alberga dos hoteles distintos, el Courtyard Inn Manhattan/Central Park y el Residence Inn Manhattan/Central Park, también conocido como Courtyard & Residence Inn Manhattan/Central Park.
Desde el 2013 ostenta el título de hotel más alto de Estados Unidos y de toda América del Norte, superando a otro hotel de la misma cadena, el Detroit Marriott at the Renaissance Center de 222 metros. Se encuentra cerca de Broadway, el Rockefeller Center, el Carnegie Hall, el Lincoln Center y el rascacielos de 306 metros One57.